# Heart to Yours
Albums de Michelle Williams
Do You Know
(2004)
Singles
Heart to Yours est le premier album solo de la chanteuse américaine Michelle Williams sorti le 16 avril 2002, chez Sanctuary et Columbia Records. Avec des paroles attestant d'une relation à Dieu, l'album contient des hommages aux victimes des attentats du 11 septembre 2001 aux États-Unis.
Bien que l'album a reçu des critiques mitigées, il prend la première place dans le classement Gospel de Billboard avec près de 20 000 exemplaires vendus en une semaine, devenant l'album le plus vendu de ce genre aux États-Unis en 2002.

## Genèse et production
Fin 2000, lors de l'enregistrement de leur troisième album, Survivor, Destiny's Child révèle qu'elles voulaient produire des albums solo,
même si aucun contrat signé n'a encore été fait. Après la sortie de Survivor, le groupe annonce vers fin 2001, une rupture temporaire pour permettre de se concentrer sur des projets en solo, notamment en travaillant sur ses propres albums. Avant d'entreprendre leurs projets solo respectifs, le groupe sort un album de Noël, 8 Days of Christmas.
Williams travaille en studio avec plusieurs collaborateurs musicaux, dont Damon Elliott, Warren Campbell et le producteur de gospel HR Crump. Le frère de Williams, Erron Williams, produit également quelques-uns des titres de l'album. Williams coécrit également cinq des chansons du disque.

## Contenu
Dans l'ensemble, l'album contient du gospel, avec des paroles inspirées qui évoque une construction d'une relation avec Dieu. La piste d'ouverture et le premier single de l'album, Heard a Word, résume le thème de l'album, avec son refrain: « I heard a word/ Saying you'll be fine/ I heard a word that would ease my troubled mind/ Took all the hurt away/ Warmed me up inside like a summer day/ So glad you'd never break your promises ». D'autres chansons sont des hommages aux victimes des attentats du 11 septembre 2001, aux États-Unis: Better Place a été inspiré par l'événement catastrophique et est un hommage émouvant à ceux qui ont perdu des êtres chers qui sont morts dans l'attaque.
L'album contient des voix invitées par différents artistes. Les membres du groupe Destiny's Child apparaissent dans Gospel Medley, une chanson originellement produite pour leur album de 2001, Survivor. Les autres invités incluent Carl Thomas sur la nouvelle version de Heaven de BeBe & CeCe Winans, une piste bonus de l'album; Isaac Carree et Lowell C. Pye de Men of Standard sur You Care for Me; Mary Mary sur So Glad; et Shirley Caesar sur Steal Away to Jesus, une ballade qui est incluse sur l'album de Caesar de 2001, Hymns.

## Sortie
Alors que ses consœurs musicales achevaient leurs projets, l'équipe de Williams planifie stratégiquement une sortie successive de leurs albums pour éviter la « rivalité » dans les classements. Au cours d'une période d'un an, Williams sort Heart to Yours le 16 avril 2002, aux États-Unis, avant l'album de 2002 de Kelly Rowland, Simply Deep et celui de 2003 de Beyoncé Knowles Dangerously in Love, tous des premières sorties.

### Avis des critiques
Heart to Yours a reçu des critiques mitigées. Tracy Hopkins du magazine Rolling Stone  déclare que, malgré les collaborations de Williams avec des chanteurs de gospel contemporains, l'album « renforce seulement les défauts de la chanteuse dans la mince ambiance ». Hopkins  écrit que, bien que Williams « est à la bonne place », sa voix est « trop calme » et la production est trop « apprivoisée pour commencer une réelle fête du Saint-Esprit. ». Alors que ce dernier centrait son commentaire sur la voix de Williams, William Ruhlmann de AllMusic commente que la chanteuse « s'est transformée d'un chaton en un tigre, elle chante à tue-tête les mots avec une conviction absolue. ». Ruhlmann loue la production soignée de l'album, disant que c'était parce que « il y a plusieurs producteurs sur presque tous les pistes, et les arrangements pour la plupart ont pris le meilleur de l'état de l'art urbain contemporain. ».

### Ventes
Bien que Heart to Yours n'a pas réussi à dominer le Billboard 200 américain, il remporte du succès dans les autres classements de Billboard. L'album entre à la première place du Billboard Top Gospel Albums. Avec le succès dans le classement combinés après avoir pris la troisième place du Billboard Top Contemporary Christian Albums, Heart to Yours devient l'album de gospel le plus vendu en 2002. Dans le classement principal des albums aux États-Unis, le Billboard 200, l'album atteint la 57e place le 4 mai 2002. Selon The New York Times, Heart to Yours s'est vendu à 203 000 exemplaires dans le pays.

## Liste des pistes
| #   | Titre                                                                                           |      |
| --- | ----------------------------------------------------------------------------------------------- | ---- |
| 1.  | Heart to Yours Écrit par : Michelle Williams/Williams/Parker/Washington                         | 3:54 |
| 2.  | Heard a Word Écrit par : M. Williams/Brown/Parker                                               | 4:56 |
| 3.  | So Glad (duo avec Mary Mary) Écrit par : Erica Campbell/Tina Campbell/Warryn Campbell/Santacruz | 3:54 |
| 4.  | Sun Will Shine Again Écrit par : Parker                                                         | 4:18 |
| 5.  | Better Place (9.11) Écrit par : M. Williams/Elliott/Parker                                      | 3:01 |
| 6.  | Change the World Écrit par : Brown/Crump                                                        | 3:59 |
| 7.  | Everything Écrit par : M. Williams/Crump/Parker/Williams                                        | 3:33 |
| 8.  | You Care for Me (avec Isaac Carree et Lowell Pye de Men of Standard) Écrit par : Crump          | 5:56 |
| 9.  | Steal Away to Jesus (duo avec Shirley Caesar) Écrit par : Michelle Williams/Shirley Caesar      | 3:27 |
| 10. | Rock with Me Écrit par : M. Williams/Parker                                                     | 6:04 |
| 11. | Gospel Medley (avec Destiny's Child) Écrit par : B. Knowles/K. Franklin/Smallwood               | 3:26 |
| 12. | Heaven (avec Carl Thomas) (piste bonus) Écrit par : Thomas/Winans                               | 3:07 |
| 13. | Steal Away to Jesus (Remix) (duo avec Shirley Caesar) (Piste bonus pour le Japon)               | 3:52 |

## Classement
| Classement                        | Position |
| --------------------------------- | -------- |
| U.S. Billboard 200                | 57       |
| U.S. Billboard R&B/Hip-Hop Albums | 15       |
| U.S. Billboard Gospel Albums      | 1        |

## Crédits
| - Producteur exécutif : Mathew Knowles - Producteur : Scott Shavoni Parker, Buster, Warryn Campbell, Shirley Caesar, H.R. Crump, Damon Elliott, Luther "Mano" Hanes, Paul Hemphill, Michael E. Mathis, Kayla Parker, Bubba Smith, Erron Williams - Production vocale : H.R. Crump, Kayla Parker - Assistance vocale : Lisa Butts, Isaac Carree, Gene Conyers, Damon Elliott, Donald Gore, Kayla Parker, Lowell Pye - Ingénieurs : Wayne Allison, Rich Balmer, Shavoni, Buster, Cedric Courtois, Larry Sturm, Peter Thyssen, Dan Workman - Mixage : Buster, Thor Laewe, Kevin Parker, Larry Sturm - A&R : Kim Burse, Alvin Williams - Direction artistique : Ian Cuttler, Kris Feldman - Design : Frank Carbonari, Ian Cuttler - Photographie : Christopher Kolk | - Sean Dancy : Clavier - Eric Darken : percussion - Israel Embry : clavier - Barry Green : trombone - John Hammond : batterie - Criss Johnson : guitare - Chris Kent : basse - Sam Levine : saxophone - Michael E. Mathis : piano - Steve Patrick : trompette - Maurice Rodgers : orgue, clavier - Shavoni : basse, batterie - Eric Walls : guitare |